# 貯蓄投資バランス
貯蓄投資バランス（ちょちくとうしばらんす）とは、国民経済計算の資本調達勘定におけるバランス項目のこと。日本の国民経済計算では、従来、貯蓄投資差額と表章されていたが、2004年度確報以降は、純貸出・純借入と表記されるようになった。
マクロ経済学においては、マクロバランスあるいは、Investment（投資）とSaving（貯蓄）の頭文字からISバランスと呼ばれ、一国の貯蓄と投資の差額がその国の貿易収支に一致することを示す式である。

## 概要
一国の生産水準をYとする。輸入をIM、輸出をEX、消費をC、投資をI、政府支出をGとする。すると、支出面から見たGDP（国内総生産）=Yとすると、Yは次のような恒等式で表わされる。
{\displaystyle Y=C+I+G+(EX-IM)}
(EX－IM)は経常収支である。
ここで、租税をTとして上記の式を変形すると
{\displaystyle (Y-T-C)+(T-G)-I=EX-IM}
となる。(Y-T-C)は民間貯蓄であり、(T-G)は政府貯蓄であるから、貯蓄をS(=民間貯蓄＋政府貯蓄)とすると
{\displaystyle S-I=EX-IM}
となる。つまり、経常収支(EX-IM)の大きさは貯蓄と投資の差に等しい。
以下はマクロバランスの式である。
- （家計貯蓄－家計投資）＋（企業貯蓄－企業投資）＋（政府貯蓄－政府投資）－（輸出等－輸入等）＝０

企業貯蓄とは企業の現預金等の内部留保を指し、政府貯蓄は（政府税収－政府消費）によって求められる。政府、企業、家計といった部門別の貯蓄投資バランスは、黒字であれば当該部門が資金余剰となり、赤字であれば資金不足で借入を行ったことを意味する。国内の各部門の貯蓄投資バランスの合計は、経済全体の貯蓄投資バランスであり、これは経常収支に一致する。

## 貯蓄投資バランスと経常収支
国際収支統計の状況は、国内の各部門の貯蓄投資バランスの状況と関連付けて議論されることが多い。例えば、1980年代の米国の双子の赤字は、家計貯蓄率が低い中で政府の貯蓄投資バランスが大幅な赤字だったためである。
しかしこうした見方は、経常収支やその大きな要素である貿易・サービス収支の黒字、赤字が企業や産業の国際競争力によって決まるという、企業や産業による直感的な理解とは大きく異なっているため、理解されにくい。本来、企業の競争力のような概念をそのまま国の競争力について用いることは出来ないが、しばしば誤った援用がなされる。
また、貯蓄投資バランスによって経常収支が規定されてしまうという考え方に対しては、政策に関する観点からも批判されることがある。1980年代前半の日本のように、家計貯蓄率が高く企業の投資の資金需要が少ない中でも、政府部門の貯蓄投資バランスの赤字（財政赤字）を拡大すれば、経常収支の黒字を縮小できることになる。このため、1980年代の日米間の貿易不均衡を巡っては、日米構造協議などの場で、米国側から国債を発行して公共投資を増加することによって日本の経常収支黒字を削減すべきであるという圧力が続き、1990年に10年間で430兆円の公共投資を行うという公共投資基本計画が策定された背景となっている。1980年代後半以降日本の財務省（旧大蔵省）は、貯蓄投資バランスと経常収支の関係について否定的な立場をとってきた。
家計、企業、政府の貯蓄投資バランスは、それぞれの経済活動の結果として決まるものである。貯蓄投資バランスと経常収支の関係は、貯蓄投資バランスが経常収支を決めるという一方的な因果関係を意味するものではなく、相互に影響しあっている。しかし、各部門の貯蓄投資バランスの和が経常収支に等しいという恒等式は必ず成り立つので、有用な分析手段である。

## 日本の貯蓄投資バランスの推移
高度経済成長期には家計部門が大幅な黒字で企業部門が積極的な設備投資を行っていたため大幅な赤字という状況であった。しかし、第一次石油危機を契機に日本経済の成長率が低下すると、企業部門の赤字幅が縮小した。第二次石油危機以降は、政府部門と企業部門の赤字が続いたものの、家計部門の黒字が大きく、経常収支の大幅な黒字が続いた。
バブルが崩壊した1990年代以降は企業部門の赤字が縮小し、1990年代末頃からは企業部門の黒字が続いている。